# Station Köln-Buchforst
Station Köln-Buchforst (Duits: Bahnhof Köln-Buchforst) is een S-Bahnstation in het stadsdeel Buchforst van de Duitse stad Keulen. Het station ligt aan de spoorlijn Keulen - Duisburg.

## Treinverbindingen
| Serie | Treinsoort            | Route | Bijzonderheden                             |
| ----- | --------------------- | --- | ------------------------------------------ |
| S 6   | S-Bahn (DB Regio NRW) | Köln-Worringen – Köln-Nippes – Köln Hbf – Köln-Buchforst – Langenfeld (Rhld) – Düsseldorf-Benrath – Düsseldorf Hbf – Ratingen Ost – Essen Hbf | Dienstregeling S6 geldig vanaf 10-12-2023  |
| S 11  | S-Bahn (DB Regio NRW) | Düsseldorf Luchthaven Terminal – Düsseldorf Hbf – Neuss Hbf – Norf – Nievenheim – Dormagen – Köln Hbf – Köln-Buchforst – Bergisch Gladbach    | Dienstregeling S11 geldig vanaf 10-12-2023 |

0,0: Köln Hbf ·
1,1: Köln Messe/Deutz ·
4,1: Köln-Buchforst ·
5,0: Köln-Mülheim ·
7,5: Köln-Stammheim ·
9,4: Bayerwerk ·
11,7: Leverkusen Mitte ·
13,3: Leverkusen-Küppersteg ·
16,1: Leverkusen-Rheindorf ·
20,2: Langenfeld (Rhld) ·
22,7: Langenfeld (Rhld)-Berghausen ·
24,7: Düsseldorf-Hellerhof ·
26,0: Düsseldorf-Garath ·
28,5: Düsseldorf-Benrath ·
31,0: Düsseldorf-Reisholz ·
33,5: Düsseldorf-Eller Süd ·
39,5: Düsseldorf Hbf ·
46,0: Düsseldorf-Unterrath ·
47,7: Düsseldorf Flughafen ·
49,2: Kalkum ·
52,1: Angermund ·
53,8: Duisburg-Rahm ·
55,8: Duisburg-Großenbaum ·
57,8: Duisburg-Buchholz ·
60,0: Duisburg Schlenk ·
63,1: Duisburg Hbf
Essen Hbf ·
Essen Süd ·
Essen Stadtwald ·
Essen-Hügel ·
Essen-Werden ·
Kettwig ·
Kettwig Stausee ·
Hösel ·
Ratingen Ost ·
Düsseldorf-Rath ·
Düsseldorf-Rath Mitte ·
Düsseldorf-Derendorf ·
Düsseldorf Zoo ·
Düsseldorf Wehrhahn ·
Düsseldorf Hbf ·
Düsseldorf Volksgarten ·
Düsseldorf-Oberbilk ·
Düsseldorf-Eller Süd ·
Düsseldorf-Reisholz ·
Düsseldorf-Benrath ·
Düsseldorf-Garath ·
Düsseldorf-Hellerhof ·
Langenfeld-Berghausen ·
Langenfeld (Rheinland) ·
Leverkusen-Rheindorf ·
Leverkusen-Küppersteg ·
Leverkusen Mitte ·
Bayerwerk ·
Köln-Stammheim ·
Köln-Mülheim ·
Köln-Buchforst ·
Köln Messe/Deutz ·
Köln Hbf ·
Köln Hansaring ·
Köln-Nippes